# 後藤健市
後藤 健市（ごとう けんいち、1959年7月8日 - ）は、日本の実業家。「野遊び」をキーワードに地方創生に取り組んでいる。スノーピーク地方創生コンサルティング代表取締役会長。一般社団法人野遊びリーグ理事長。株式会社デスティネーション十勝（DMO）代表取締役社長。ノラワークスジャパン取締役会長。社会福祉法人ほくてん北海点字図書館理事長。合同会社場所文化機構代表。内閣府地域活性化伝道師。

## 人物
- 1959年7月8日、北海道帯広市の出身。北海道帯広柏葉高等学校を卒業。1985年、米国ウィットワース大学〈ワシントン州〉を中退。1986年4月、社会福祉法人ほくてんに入職[5]。2009年9月、ほくてん理事長に就任[6]。2011年2月、株式会社ノラワークスジャパン取締役会長に就任[7]。2013年4月、株式会社プロットアジアアンドパシフィック代表取締役社長に就任[8]。2017年2月1日、株式会社スノーピーク地方創生コンサルティング代表取締役会長に就任[9]。4月、株式会社スノーピークグランピング取締役に就任。4月5日、株式会社デスティネーション十勝代表取締役社長に就任[10]。2018年4月1日、スノーピーク取締役執行役員（地方創生担当）に就任[11]。4月13日、一般社団法人野遊びリーグを設立、理事長に就任[12][13]。

## 役職
- 一般社団法人野遊びリーグ 理事長[14]
- 一般社団法人ノアソビSDGs協議会 副理事長[15][16]
- 一般社団法人地域創生インバウンド協議会 理事[17]
- 一般社団法人ナショナルパークスジャパン 副理事長[18]
- 社会福祉法人ほくてん 理事長[19]
- 全国視覚障害者情報提供施設協会 顧問[20]